# Plagiobothrus semilunaris
Genre
Espèce
Plagiobothrus semilunaris, unique représentant du genre Plagiobothrus, est une espèce d'araignées mygalomorphes de la famille des Barychelidae.

## Distribution
Cette espèce est endémique du Sri Lanka.

## Description
Les femelles mesurent de 15 à 27 mm.

## Publication originale
- Karsch, 1892 : « Arachniden von Ceylon und von Minikoy gesammelt von den Herren Doctoren P. und F. Sarasin. » Berliner Entomologische Zeitschrift, vol. 36, p. 267-310 (texte intégral).